# Dr. Dollfuß-Platz

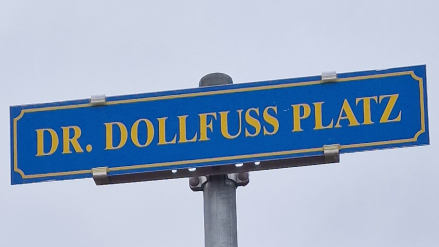
Straßenschild „Dr. Dollfuss Platz“ in Mank

Der Dr. Dollfuß-Platz, auch kurz Dollfuß-Platz, befindet sich in Mank im Mostviertel in Niederösterreich. Es handelt sich bei diesem Platz um eine im öffentlichen Gut befindliche Verkehrsfläche, die sich 200 Meter nordwestlich des Stadtzentrums befindet. Baulich ist er als Kreuzung dreier Straßen (nämlich der Herrenstraße und deren Verlängerung, der Wieselburger Straße, an deren Schnittpunkt die Alleestraße abzweigt) ausgeführt. Nördlich an diese Verkehrsfläche anschließend tragen zwei Objekte die offizielle Anschrift „Dr. Dollfuß-Platz“ zuzüglich Hausnummern; in einem davon ist die Bücherei der Stadt Mank untergebracht. Der Platz wurde 1965 im Gedenken an den Bundeskanzler Engelbert Dollfuß benannt, welcher 1934 von aufständischen Nationalsozialisten ermordet wurde. Aufgrund der bis heute nicht abgeschlossenen Debatte um die historische Einordnung des diktatorisch regierenden Kanzlers ist die Benennung des Platzes Gegenstand wiederkehrender Kontroversen.

## Geschichte

### Historischer Kontext
Engelbert Dollfuß regierte seit der von ihm beförderten so genannten Selbstausschaltung des Parlaments im März 1933 diktatorisch. Bis Mitte des Jahres 1934 ließ er alle relevanten Oppositionsparteien (Sozialdemokraten ebenso wie Nationalsozialisten) verbieten und schuf auf Basis der Christlichsozialen Partei, aus der er selbst stammte, die Vaterländische Front, die Einheitspartei des nunmehrigen Ständestaates. Gleichzeitig war er um den Erhalt der Unabhängigkeit seines Staates gegenüber dem Dritten Reich und die Schaffung einer betont katholischen Österreich-Identität bemüht. Bei dem gescheiterten Juliputsch 1934 wurde er von Nationalsozialisten ermordet. Unter dem nunmehrigen Kanzler Kurt Schuschnigg wurde Dollfuß als christlicher Märtyrer inszeniert und mit zahlreichen Denkmälern, Benennungen und anderem geehrt. Aus dem nun so genannten „Heldenkanzler“ sollte eine Identifikationsfigur des fragilen Staates gemacht werden. Dieser Dollfuß-Kult endete mit dem Anschluss Österreichs im März 1938 jäh, lebte jedoch nach 1945 in kleinem Rahmen und mit dem Schwerpunkt in Dollfuß’ niederösterreichischer Heimat wieder auf.

### Neubenennung 1965
Mank ist etwa acht Kilometer von Dollfuß’ Geburtsort Texing entfernt. Bereits im Jahr 1935 wurde die Texinger Straße in Dollfuß Straße umbenannt; diese Bezeichnung wurde 1938 wieder rückgängig gemacht. Auf Initiative des Bürgermeisters Leopold Eigenthaler (ÖVP) wurde anlässlich der Einführung von Straßennamen im Jahr 1965 beschlossen, Engelbert Dollfuß erneut zu ehren. In einem 2002 ausgestrahlten Interview erklärte Eigenthaler: „Ich habe es sehr demokratisch gemacht. Ich habe niemanden gefragt“ (siehe unter „Weblinks“). Anders als oft kolportiert, ist der Dollfuß-Platz in Mank nicht die letzte nach dem Kanzler benannte Verkehrsfläche, aber vermutlich die einzige, deren Benennung nach 1945 und durch die öffentliche Hand erfolgte. In katholischen Kreisen gibt es bis heute andere Ehrungen.

### Aberkennungsdebatte ab 2022
Der Name des Platzes in Mank wird seit vielen Jahren kritisiert und ist zusammen mit dem Dollfuß-Museum Gegenstand wiederkehrender Debatten. Diese erreichten im Zuge der Nominierung des vormaligen Bürgermeisters der Gemeinde Texingtal, Gerhard Karner, zum Bundesminister für Inneres im Dezember 2021 einen vorläufigen Höhepunkt. 
Im September 2022 entfernte ein ehemaliger Stadtrat der Stadtgemeinde Mank die Straßenschilder des Dr. Dollfuß-Platzes und übergab sie dem Haus der Geschichte Niederösterreich und dem Haus der Geschichte Österreich.
Obwohl der amtierende Bürgermeister Martin Leonhardsberger (ÖVP) daraufhin im Herbst 2022 ankündigte, den Platz umzubenennen, entschied sich der Gemeinderat der Stadt Mank in seiner Sitzung vom 4. November 2022 mehrheitlich für die Beibehaltung des Namens. Wenige Tage zuvor war von Unbekannten ein Aufkleber mit einem Bild von Engelbert Dollfuß samt einem Kruckenkreuz und dem Text „Engelbert Dollfuß (Bundeskanzler 1932–1934), gefallen für den Glauben und für die Freiheit Österreichs“ an einem metallenen Steher am Dollfuß-Platz angebracht worden. Die Gemeinde Mank ließ diesen Aufkleber umgehend entfernen.
2024 beauftragte der Gemeinderat der Stadt Mank den Verein „MERKwürdig – Zeithistorisches Zentrum Melk“ mit einem zeithistorischen Aufarbeitsprozess zum Dr. Dollfuß Platz. Das Ergebnis dieses Prozesses wurde in Form des Buches Der „Dollfuss-Platz“ in Mank publiziert und der Öffentlichkeit im April 2025 vorgestellt.